# Case Corporation

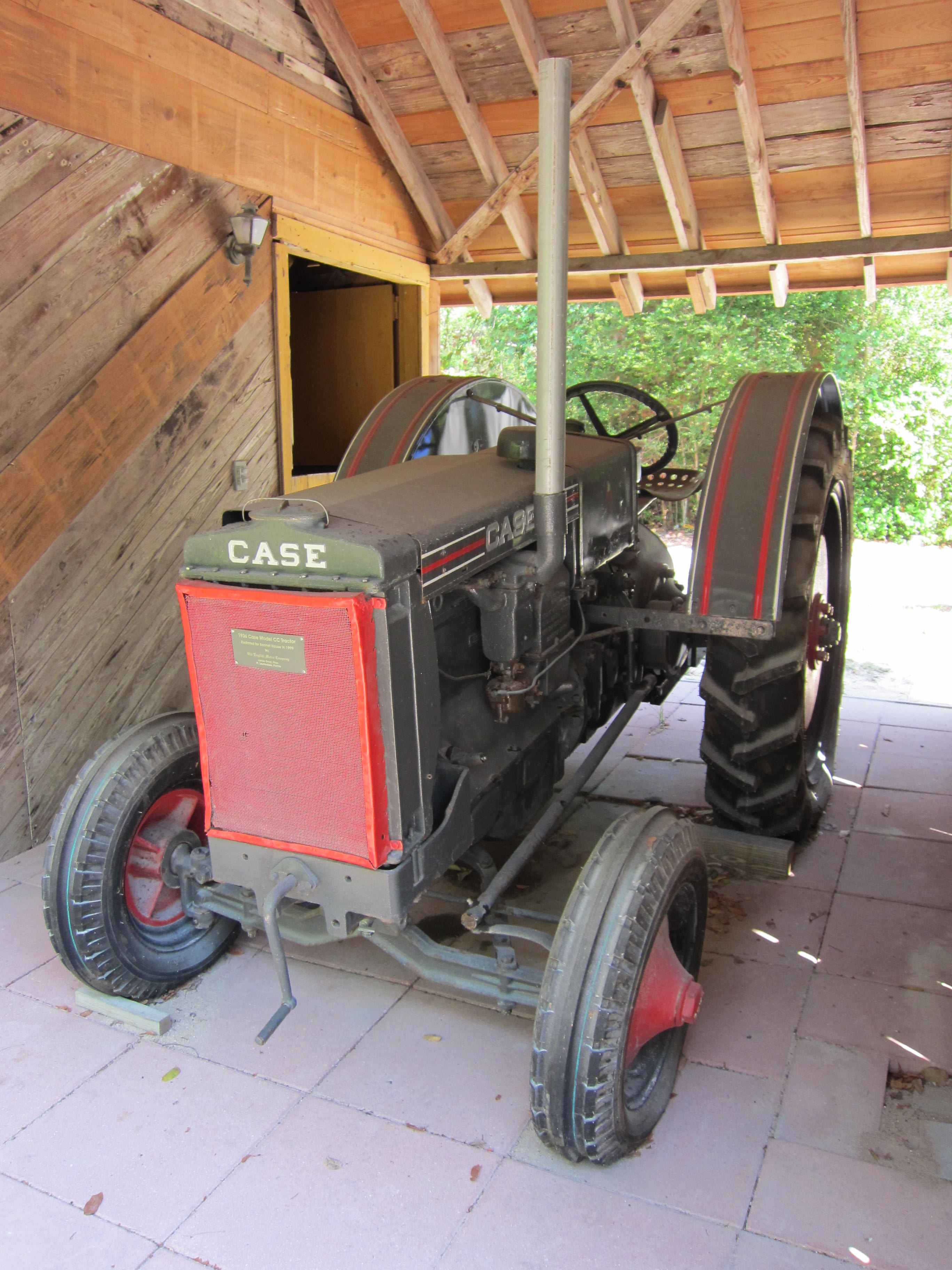
Un trattore Case CC del 1936

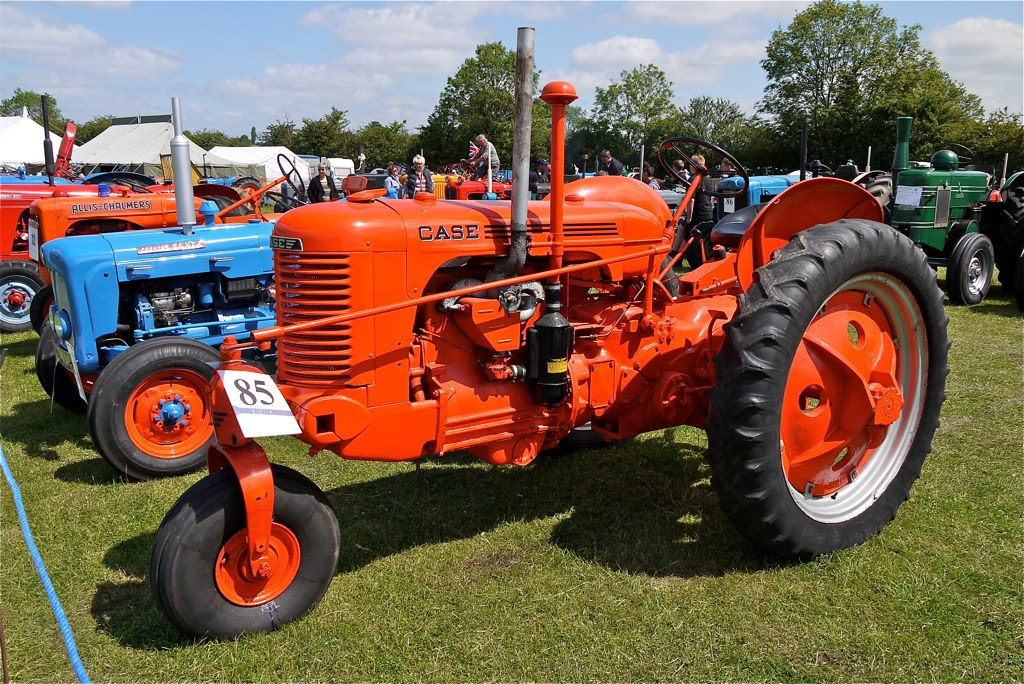
Un trattore Case del 1940

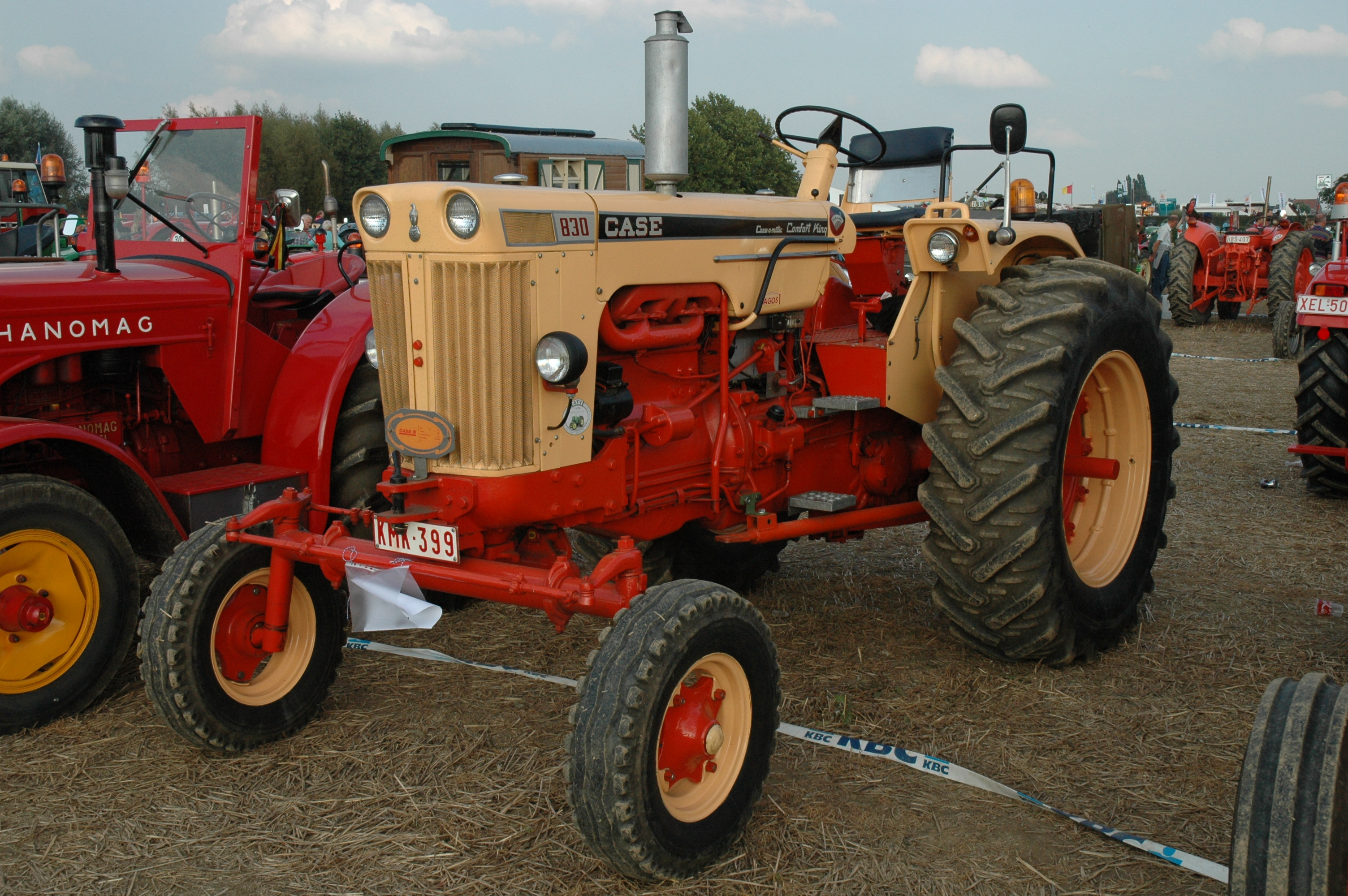
Un modello Case 830

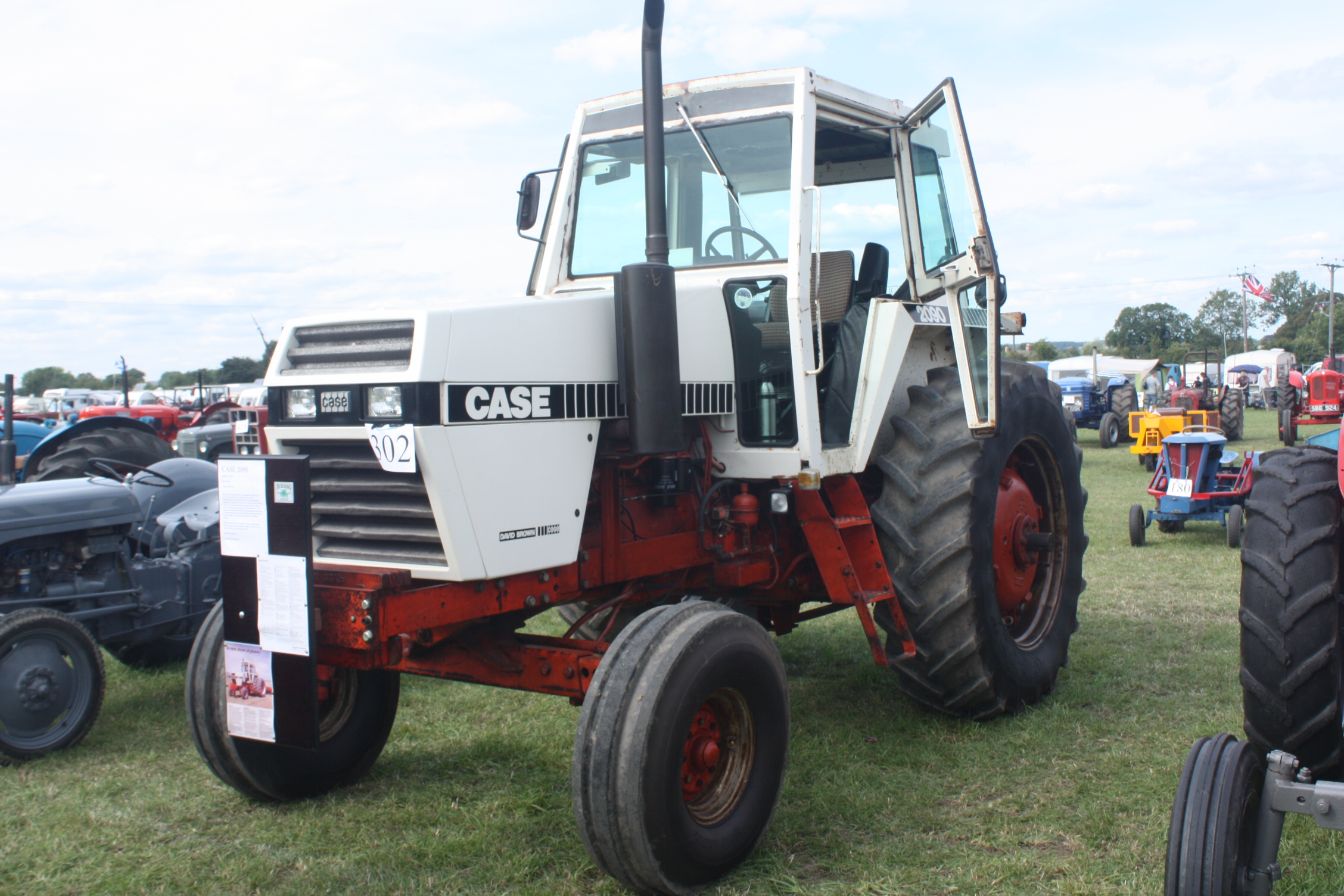
Un modello Case 2090

La Case Corporation è stata un costruttore statunitense di macchine agricole e autoveicoli.
Fu fondata da Jerome Case come J.I. Case Threshing Machine Company. Divenne poi J.I. Case Company, e chiamata semplicemente Case. Nel XIX secolo fu uno dei produttori più grandi statunitensi di motori a vapore. Nel XX secolo fu uno dei 10 maggiori costruttori di trattori al mondo. La Case cambiò azionariato durante gli anni ottanta e novanta venendo fusa dalla Tenneco con la International Harvester nel 1984, creando il gruppo Case IH. Poi, sempre con il nome "Case" venne inserita nel gruppo CNH Global, ora CNH Industrial.

## Dettagli sul nome
Fondata da Jerome Case nel 1844 come J.I. Case Threshing Machine Company, tenne questo nome fino al 1928. In alcune pubblicità dell'epoca era abbreviato J.I. Case T.M. Co. Un'altra divisione aziendale di Case, J.I. Case Plow Works, era autonoma. Quando la Plow Works fu venduta alla Massey-Harris nel 1928, il marchio J.I. Case Threshing Machine Company divenne J.I. Case Company. La società divenne di proprietà della Tenneco nel 1967 e detenuta al 100% nel 1970.
Nel 1984 la Tenneco acquistò la International Harvester e fuse l'azienda con la Case Corporation, creando la Case IH, facendo rimanere però il nome legale dell'azienda J.I. Case Company fino al 1994, quando Tenneco svestì l'azienda che diventò Case Equipment Corporation; successivamente, la Case Equipment si trasformò in Case Corporation e più tardi in Case LLC.
Nel 1999, la Case si fuse con la New Holland Agriculture formando la CNH Global, del gruppo Fiat, che successivamente l'avrebbe fatta confluire in Fiat Industrial. Il nome Case vive ora nei due marchi CNH Case CE (Construction Equipment) e Case IH.

## Storia

### Fondazione

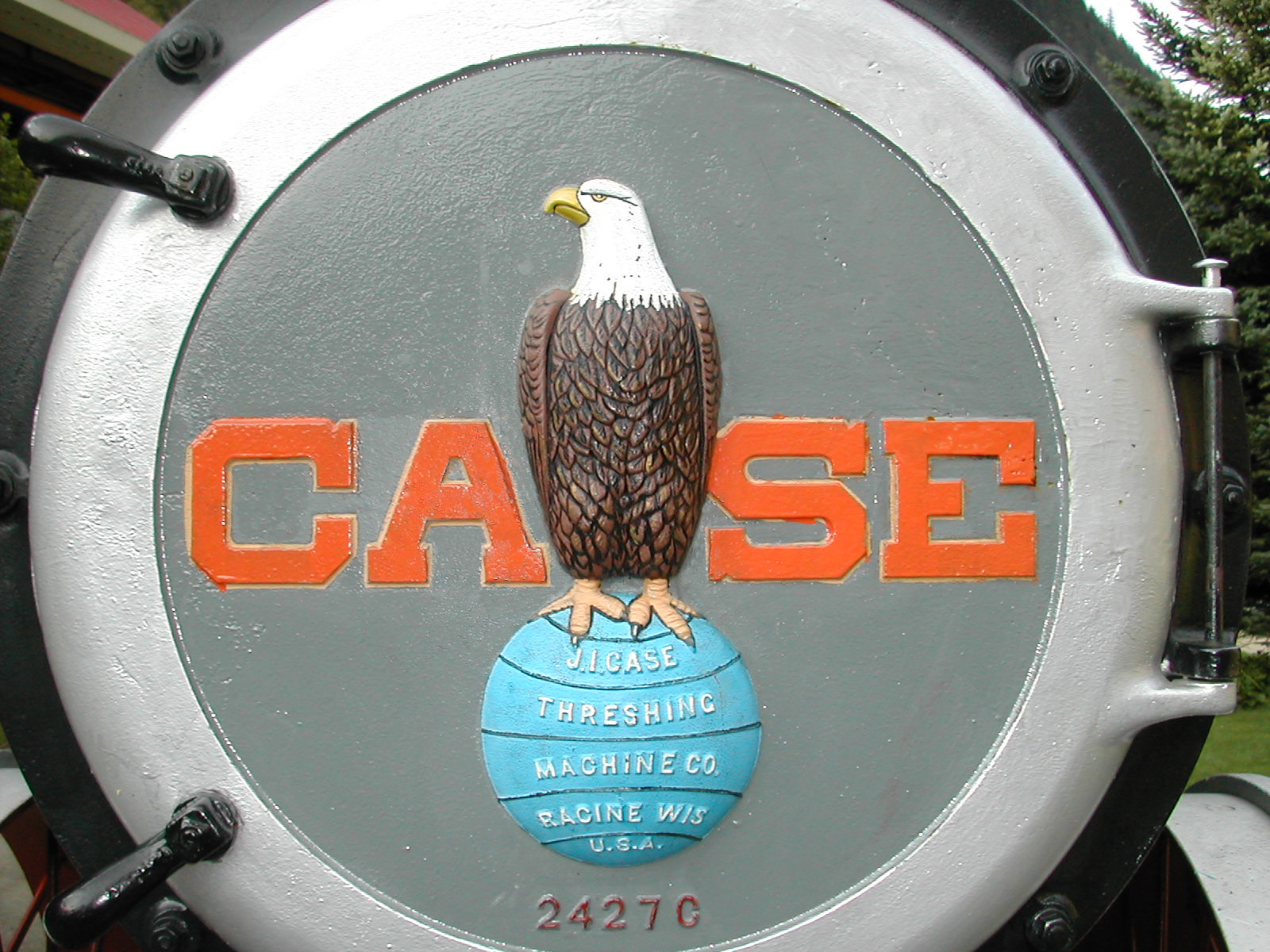
Old Abe, l'aquila del Wisconsin 8th Infantry, fu la mascotte della J. I. Case

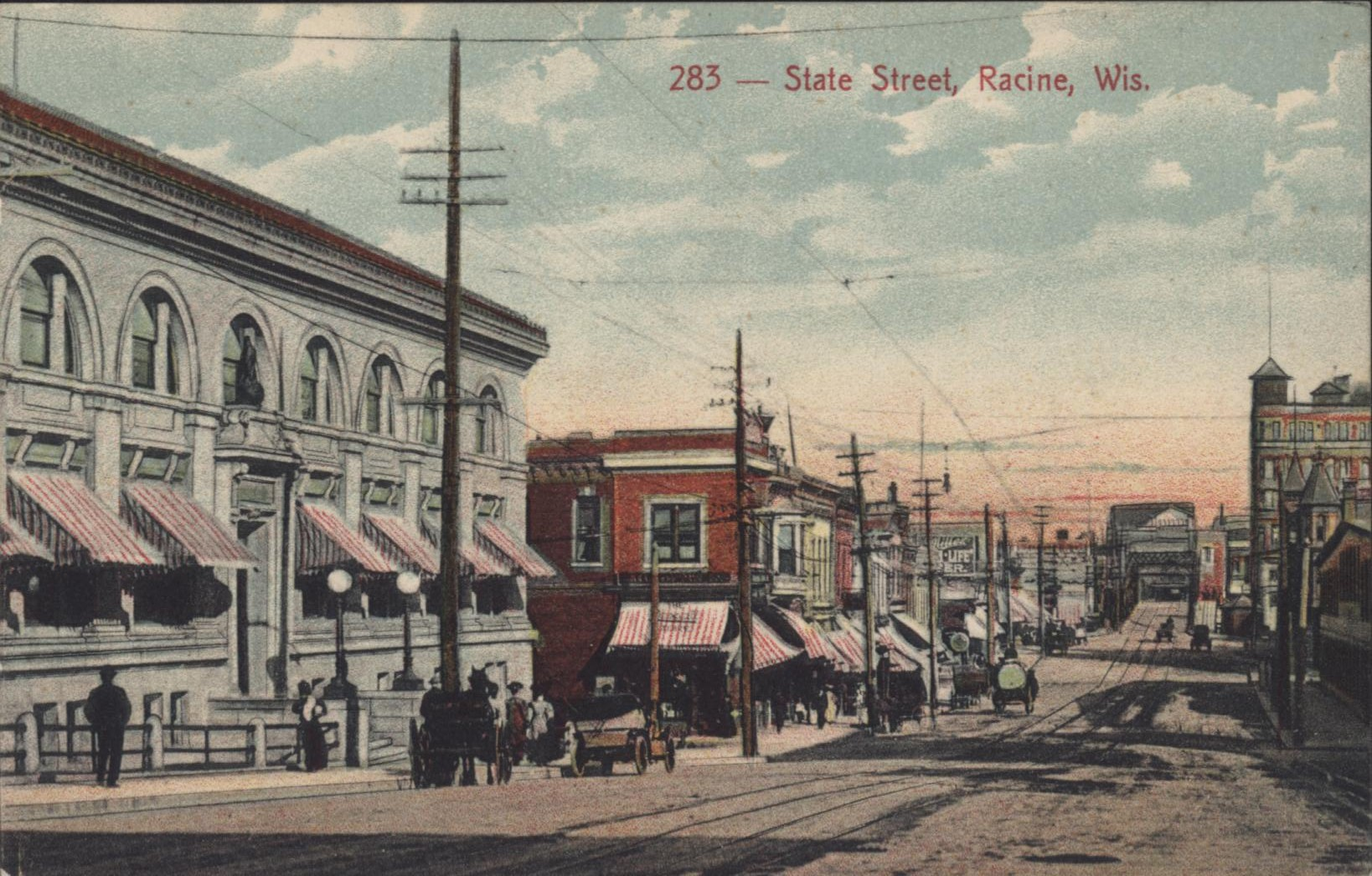
State Street, Racine, Wisconsin, verso est dal lago Michigan. La fabbrica Case è sulla sinistra con la Old Abe sul fronte

Jerome Case (1819–1891) nacque a Williamstown da contadini. Da bambino Case leggeva di macchine che potevano mietere il grano senza braccianti; ne rimase colpito e da lì inizio a interessarsi di tecnica in agricoltura.
Case prese una piccola macchina trebbiatrice, manuale, nel Wisconsin nel 1842, e le fece delle modifiche migliorative. Creò una ditta per fabbricarla. Nel 1843, Case si trasferì a Racine, per avere la possibilità di usare l'energia idrica, e aprì la Racine Threshing Machine Works. Nel 1863, Case divenne socio insieme a Massena Erskine, Robert Baker e Stephen Bull. Si occupò anche di politica e corse di cavalli. L'azienda crebbe nel tempo.

### Competizione tra aziende

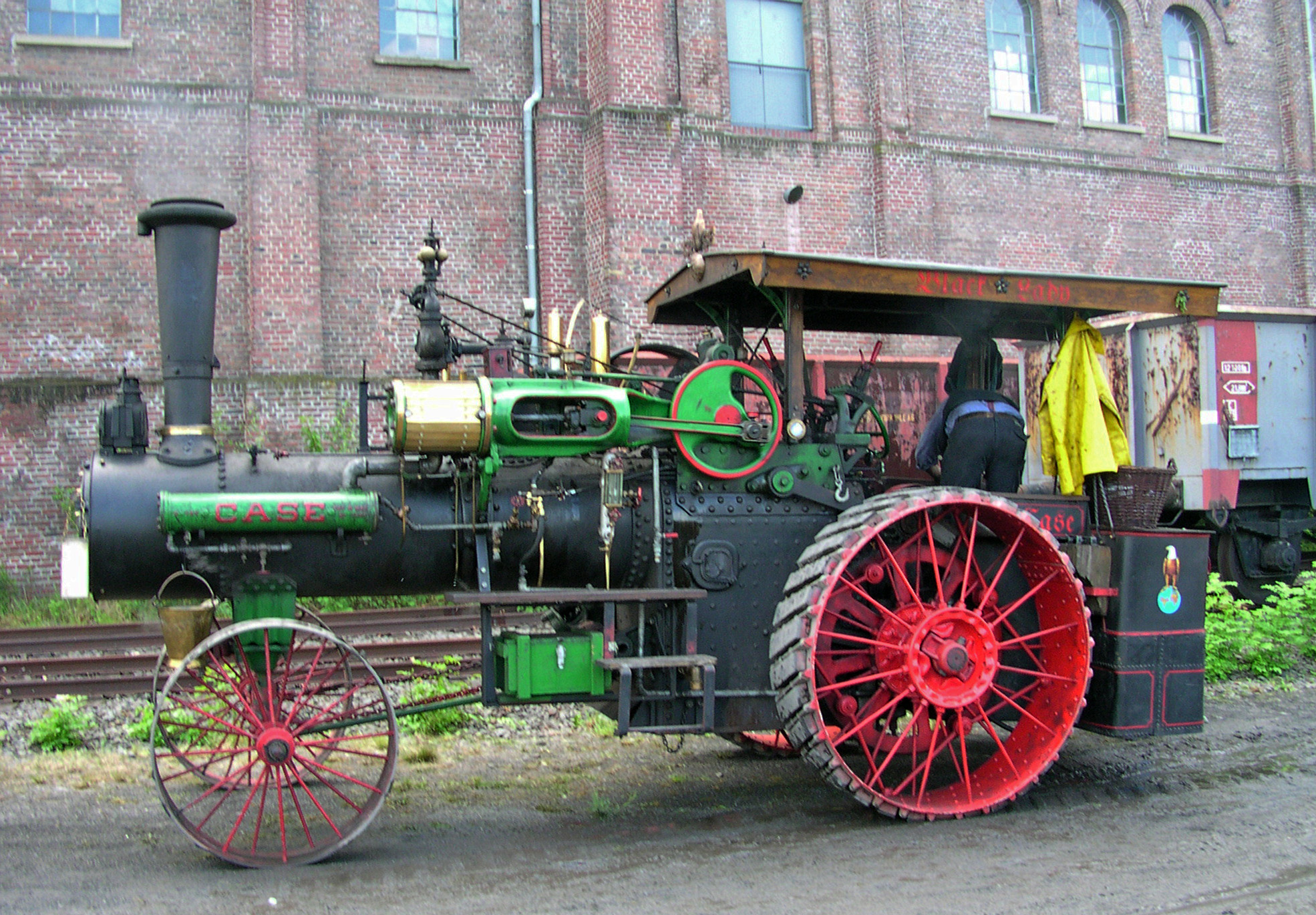
La Black lady

J. I. Case introdusse il logo dell'aquila per la prima volta nel 1865, basato sulla Old Abe, mascotte del Wisconsin Civil War Regiment. Case costruì il suo primo motore portatile nel 1869, usato per muovere le trebbiatrici.
Con questo motore, presente al Smithsonian Museum di Washington, Case vinse il primo premio nel 1878 all'Esposizione universale in Francia; fu il primo esemplare esportato oltre oceano, il primo di una lunga serie di migliaia di esemplari.
Nello stesso periodo, qualche anno prima nel 1871 il grande incendio di Chicago distrusse la McCormick. Case offrì aiuto al concorrente che rifiutò; la McCormick rifondò la ditta in un nuovo sito, chiamato McCormick Works, nel sud-est di Chicago. La McCormick introdusse la prima falciatrice nel 1881, guidando la guerra ("Harvester Wars") tra i due colossi americani di fine Ottocento.

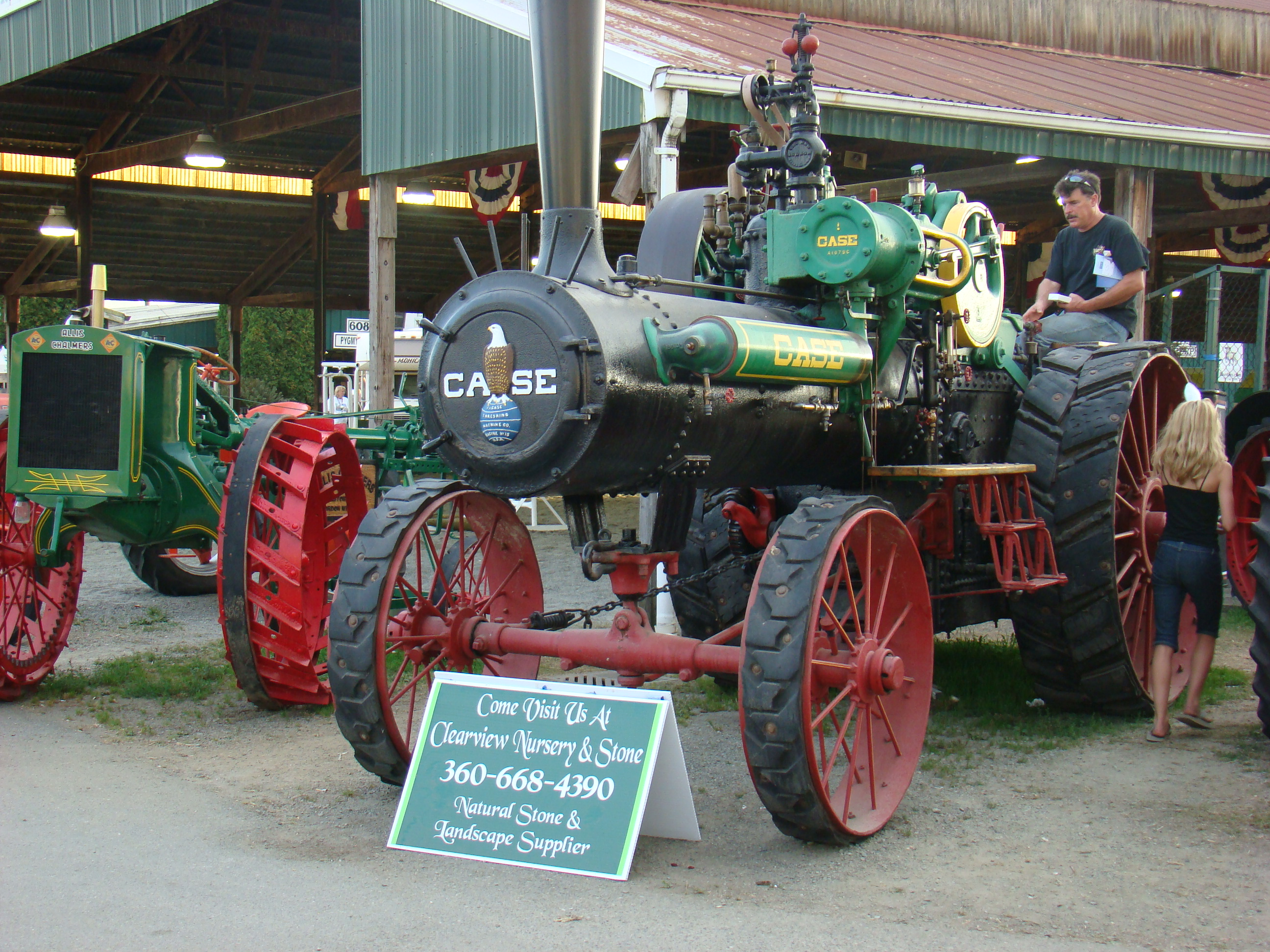
Un trattore Case

Nel 1884, Case visitò una fabbrica in Minnesota dopo aver ricevuto una segnalazione di anomalia riguardante una macchina Case. Infuriato perché non riuscì a sistemarla personalmente, ritornò a Racine e ne inviò una nuova all'agricoltore cliente.
Nel 1890, la Case Company si espanse in sud America, aprendo una fabbrica in Argentina. Nel 1891 Case morì. Da allora la Case Company produsse motori portatili a vapore per azionare le macchine agricole, ed entrò nel business della trazione a vapore. Con il XX secolo, Case diventò il più grande produttore di motori a vapore del nord America: la gamma andava dai 9 HP, agli standard 15, 25, 30, 40, 50, 65 HP e su fino a 75 e 80 HP. Case creò anche un motore da 110 HP e nove da 150 HP per rulli compressori a vapore. I motori Case erano noti per l'uso di macchine Woolf, riscaldatori d'acqua e l'aquila iconica smokebox.
Nel 1902, i cinque maggiori costruttori americani si unirono per consolidamento, così la McCormick Harvesting Machine Company, la Deering Harvester Company, la Plano Manufacturing Company e altre due aziende si fusero, creando la International Harvester Company.

### Trattori con motori a combustione interna
Dal 1895, la Case Company iniziò la produzione di motori a combustione interna. Nel 1899 iniziò la commercializzazione nel mercato russo.
Nel 1904, Case introdusse la prima macchina trebbiatrice tutta in acciaio. Egli vendette il suo primo trattore a benzina lo stesso anno, ingrandendo il mercato in Europa con una linea di prodotti che andavano da trebbiatrici, falciatrici, seminatrici, aratri, e anche automobili.

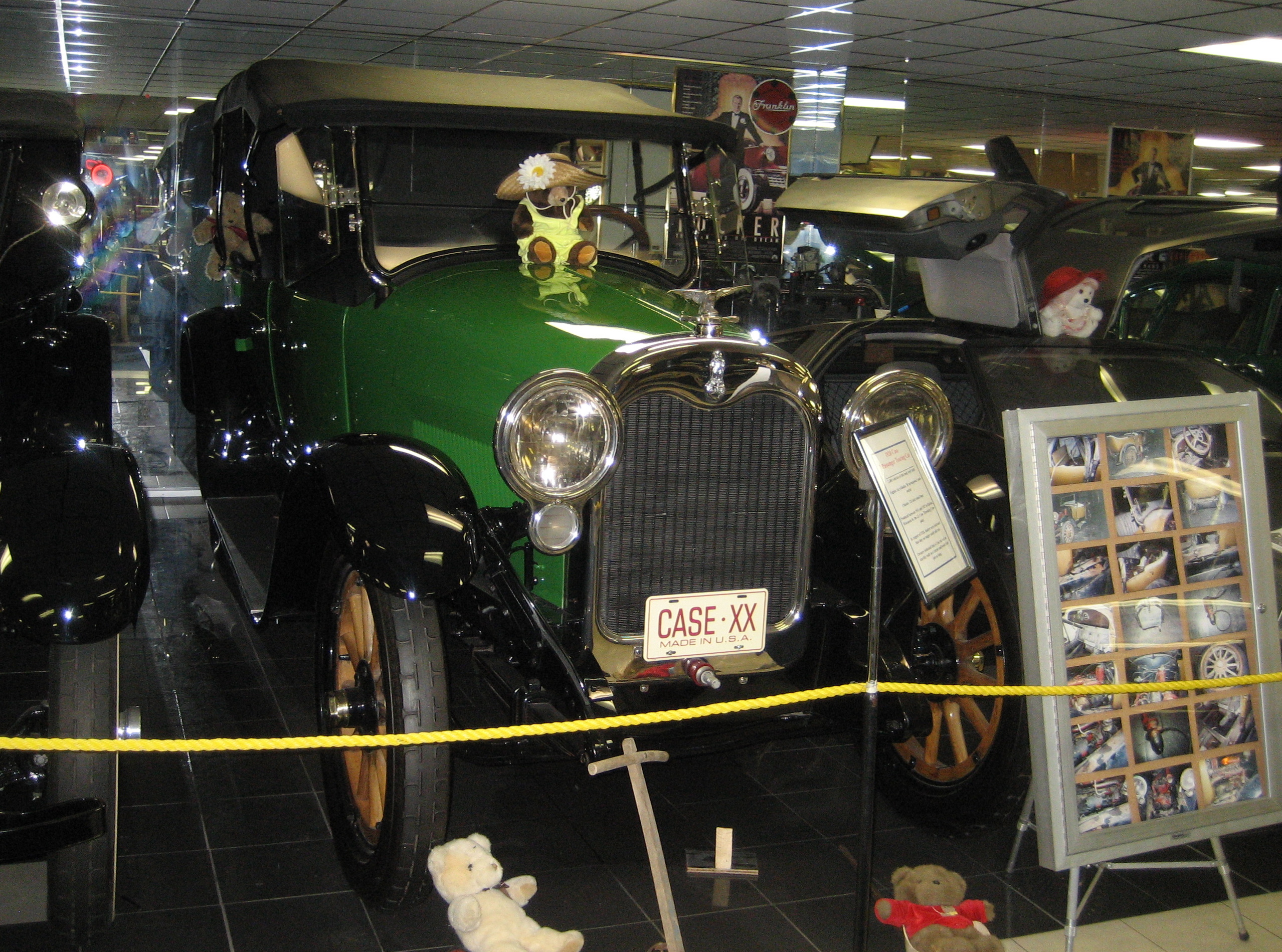
Case fabbricò autoveicoli per alcuni anni. Una Case del 1920 a sette posti

L'avvento dei motori a benzina all'inizio del XX secolo suggerì un cambiamento all'orizzonte. Dal primo trattore Froelich ai prodotti Hart-Parr, il petrolio sembrò la via da percorrere. Case ingaggiò Joe Jagersberger e corse sull'Indianapolis 500 del 1911. Iniziò la produzione di motori a benzina 30-60 nel 1912. Case produsse anche trattori a kerosene nei primi anni dieci, simili a quelli Rumely. Durante la prima guerra mondiale, Case aumentò le vendite in Europa. Aumento direttamente correlabile alla guerra; con tanti individui chiamati alle armi i pochi contadini rimasti necessitavano di una forte meccanizzazione.
Nel 1919 la John Deere Company entrò nel mondo delle macchine da raccolto, e la International Harvester rispose con l'acquisto della P&O Plowing di Canton e della Chattanooga Plowing di Chattanooga. Henry Ford entrò anch'egli nel settore dei trattori con la "Fordson Tractor" con sede a Rouge River. La crisi economica degli anni venti fece diminuire le vendite; la diminuzione dei prezzi di mercato fece innescare una guerra dei prezzi che nell'ambito specifico venne chiamata "tractor war". Ford, con una capacità produttiva e distributiva maggiore, fece man bassa acquisendo il 73% del mercato statunitense dei trattori, con International Harvester al secondo posto al 9%. Nel 1923 la International Harvester creò il marchio Farmall mettendo in difficoltà Ford. 
Lo stesso anno usciva dalla fabbrica il 100.000º esemplare di trebbiatrice Case.
Nel 1927 la J. I. Case Company cessò la costruzione dei motori a vapore dopo averne prodotti oltre 30.000, colorati di grigio su macchine di colore verde, mentre i trattori di grigio. Dal 1929 Case si espanse in Australia, Messico, Svezia e altri paesi. Lo stesso anno produsse il primo trattore escavatore. Nel 1939 Case cambiò il colore di base dei macchinari in rosso fiammante (Flambeau Red) con gli escavatori di colore giallo. La linea "S" e "V" di trattori fu introdotta nel 1940.

### Automobili
Case produsse automobili dal 1911 al 1925/1927, tra le quali la Jay-Eye-See Brougham (dal nome del cavallo da corsa di Case) e la Touring-Y.

### Durante la seconda guerra mondiale
Case durante il secondo conflitto mondiale iniziò a produrre parti per velivoli militari come B-26, bombe e porte per i carri M4 Sherman. Negli Stati Uniti furono aperti in quel periodo tre stabilimenti, che nel 1942 produssero la prima trebbiatrice con motore "Model 123 SP". Lo stesso anno venne creata anche la prima macchina raccogli cotone; un esemplare è presente allo Smithsonian. Uno sciopero di 440 giorni consecutivi a Racine indebolì l'azienda.

### Acquisizioni nel dopoguerra
Nel 1957, Case acquistò la American Tractor Corporation (ATC). La ATC fu fondata nel 1950 e produceva piccoli trattori cingolati. La produzione dei modelli di movimentatori terra cingolati (marchio "Terradozers") fu di particolare interesse per Case, che tolse dal mercato nel 1959 il marchio ATC e tenne solo "Terratrac"; un trattore ibrido fabbricato a Burlington del 1957. Questo modello, "320 Construction King", divenne sinonimo di terna. Da allora Case produsse la "T-Series" con i modelli 580T, 580ST, 590ST e 695ST. Nel 1998, una giuria condannò Case al risarcimento di 17 milioni di $ per danni ad un operatore che usando una terna 580 rimase paralizzato dal bacino in giù.
Nel 1964 Case acquistò la Colt Garden Tractors. L'azienda produceva i primi trattori da giardino "Hy-Drive", una forma di propulsione idraulica che permetteva l'attacco di varie prese di forza senza la trasmissione diretta dal motore con cinghie. 
Nello stesso anno la "Kern County Land Company" acquistò la Case Company. Successivamente, nel 1967, la Kern County cedette la Case alla Tenneco Company.
Nel 1972, Case acquistò la casa britannica di trattori David Brown Ltd. Case iniziò una ristrutturazione societaria con espansione verso le macchine da costruzione. Nel 1974 Case acquisì la francese Poclain.
Nel 1983, durante l'acquisto della International Harvester, Case cedette la divisione trattori da giardino alla Ingersoll Power Equipment, la quale continuò ad utilizzare il marchio Case fino al 1987.
Nel 1984, Tenneco acquisì parti dei cespiti della International Harvester fondendola con la Case. Tutti i prodotti per agricoltura vennero venduti a marchio Case International e poi Case IH. Il primo vero trattore Case IH fu il "Magnum". Introdotto nel 1985 il "Magnum" sostituì la Serie 94.
Quando Case IH comprò la Steiger nel 1986 continuarono a produrre una linea a marchio Steiger. Nel 1996 venne acquisita l'austriaca Steyr Traktoren.

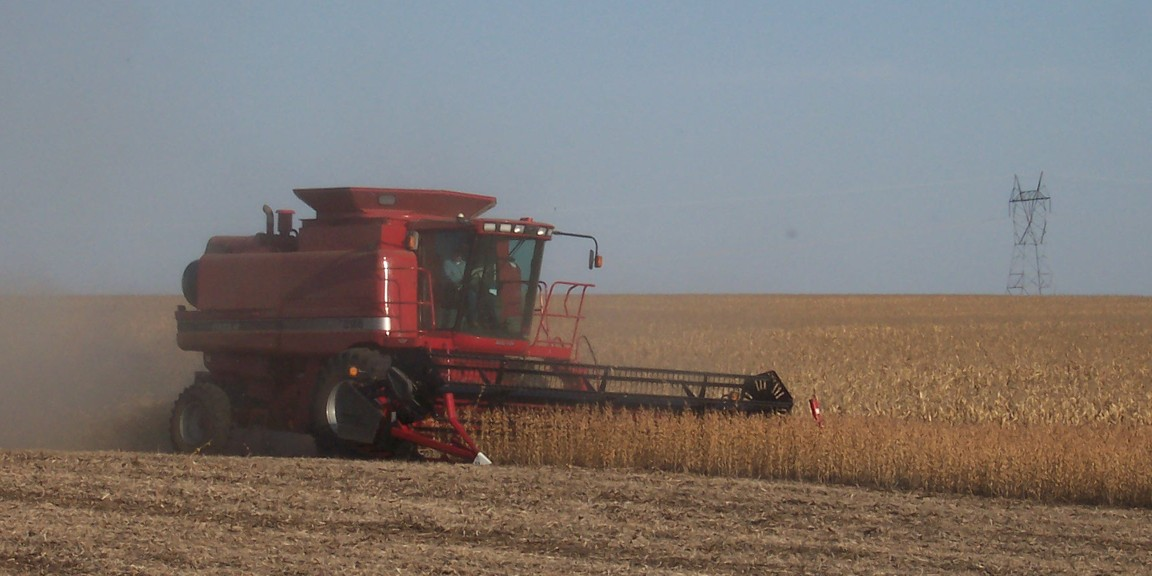
Case IH Combine, 2006

La Case si fuse successivamente con la New Holland N.V. fondando la CNH Global nel novembre 1999. La fusione determinò dall'Antitrust la cessione di stabilimenti a Doncaster e Winnipeg. Il sito di Doncaster fu acquisito dalla Argo, proprietaria del marchio Landini, la quale acquistò anche la McCormick. Lo stabilimento di Winnipeg fu preso dalla famiglia Buhler per produrre i trattori Buhler.